# Albireo
Albireo (Beta Cygni, β Cyg) – gwiazda podwójna w gwiazdozbiorze Łabędzia.

## Nazwa

Położenie gwiazdy w gwiazdozbiorze Łabędzia

Nazwa własna gwiazdy, Albireo, nie jest pochodzenia arabskiego i powstała na skutek omyłek tłumaczy. Początkowo Arabowie przełożyli na swój język grecką nazwę konstelacji, stgr. Ὄρνις ornis („ptak”). Nazwa ta w średniowieczu została błędnie przetłumaczona na łacinę i w wydaniu Almagestu Ptolemeusza z 1515 roku opatrzono ją niepoprawnym wyjaśnieniem, że wywodzi się od nazwy pewnego zioła (...ab ireo). Ta fraza została następnie uznana za właściwą nazwę gwiazdy, tylko przekręconą przez tłumacza, i „poprawiona” na arabskie brzmienie, tworząc współczesną nazwę Albireo. Międzynarodowa Unia Astronomiczna w 2016 roku formalnie zatwierdziła nazwę Albireo dla określenia tej gwiazdy (ściślej: najjaśniejszego składnika Aa).
Arabowie określali tę gwiazdę nazwą nawiązującą do jej położenia w gwiazdozbiorze, ‏منقار الدجاجة‎ minḣār al-dajājah, co oznacza „dziób kury” (gdyż widzieli tego ptaka w miejscu współczesnego Łabędzia). Natomiast Chińczycy nie włączyli tej gwiazdy do żadnej ze swoich konstelacji.

## Charakterystyka obserwacyjna
Jest to piąta co do jasności gwiazda w gwiazdozbiorze, wskazuje w nim „dziób” Łabędzia. Należy do najatrakcyjniejszych dla amatorów astronomii gwiazd nieba, gdyż wystarczy mały teleskop optyczny, aby rozdzielić jej dwa bardzo różniące się barwą składniki. Są one opisywane jako „topazowo żółty” (jaśniejszy) i „szafirowo niebieski” (słabszy). Na niebie dzieli je 34,6 sekundy kątowej (pomiar z 2017 roku).

## Charakterystyka fizyczna
Pomiary odległości do gwiazd Beta Cygni A i B dają dość rozbieżne odległości. Jaśniejsza Beta Cygni A jest, według pomiarów sondy Hipparcos, odległa o około 430 lat świetlnych od Słońca (z niepewnością 4,4%), natomiast składnik Beta Cygni B, dla którego są dostępne nowsze pomiary sondy Gaia, jest oddalony o ok. 390 lat świetlnych (z niepewnością 2,1%). Jest wątpliwe, czy są one związane grawitacyjnie; gdyby były, to musiałyby obiegać wspólny środek masy w czasie co najmniej 75 tysięcy lat.
Gwiazdom Beta Cygni A i B towarzyszy na niebie wiele słabszych sąsiadek.

### Beta Cygni A
Jaśniejszy składnik Beta Cygni A ma obserwowaną wielkość gwiazdową 3,05m, a jego wielkość absolutna to −2,57m. Jest to jasny olbrzym, należący do typu widmowego K3 lub K2. Jego temperatura to około 4400 K, świeci on 950 razy jaśniej niż Słońce Masa tej gwiazdy to około 5 mas Słońca, a promień jest około 50 razy większy niż promień Słońca.
Gwiazda ma co najmniej jedną bliską towarzyszkę, gwiazdę ciągu głównego reprezentującą typ widmowy B9 lub B9,5. Składnik opisany jako Beta Cygni Ac ma wielkość 5,5m, temperaturę 11 000 K, jasność 100 razy większą od Słońca i jest od niego 3,2 raza masywniejszy. Te dwie gwiazdy obiegają wspólny środek masy po mocno wydłużonej orbicie w ciągu prawie 100 lat, w średniej odległości ok. 40 au.

### Beta Cygni B
Błękitny składnik Beta Cygni B ma wielkość gwiazdową 5,1m i jest gwiazdą ciągu głównego należącą do typu widmowego B8. Jej temperatura to ok. 12 100 K, jest ona 190 razy jaśniejsza od Słońca. Masa tej gwiazdy to 3,3 masy Słońca. Gwiazda ta bardzo szybko obraca się wokół osi, w ciągu 0,6 doby wykonując pełny obrót. Z obrotem wiąże się istnienie wokół niej dysku gazowego, z którego pochodzą linie emisyjne widoczne w widmie tej gwiazdy. Obserwacje z użyciem optyki adaptatywnej ujawniły bliską towarzyszkę tej gwiazdy. Przy założeniu że jest ona gwiazdą ciągu głównego, jest to żółty karzeł należący do typu G2–G5.